# GfK
GfK (sigla de Growth from Knowledge, en inglés ‘Crecimiento a partir del conocimiento’) es el proveedor mundial líder de datos y análisis al sector de los bienes de consumo. Tiene su sede central en Núremberg, Alemania.
GfK se fundó en 1934 con el nombre de GfK-Nürnberg Gesellschaft für Konsumforschung e.V. En sus inicios, el consejo de administración de la compañía contaba con la presencia del que luego llegaría a ser Ministro de Economía alemán y Canciller Federal de Alemania, Ludwig Erhard.
GfK comenzó su actividad en España en el año 1989.  En 2021, la Comisión de Seguimiento para el Concurso de la Medición Digital en España optó por usar las cifras de GfK como referente oficial de medición de audiencias digitales en el país.

## Historia
GfK fue fundada bajo el nombre GfK-Nürnberg Gesellschaft für Konsumforschung e. V. en 1934. Sus fundadores fueron profesores universitarios de Núremberg, entre los que se encontraba el que luego llegaría a ser Ministro de Economía alemán y Canciller federal de Alemania, Ludwig Erhard. Fue el cofundador, Wilhelm Vershofen, quién desarrolló el concepto.
Inicialmente, la compañía llevó a cabo 71 estudios diferentes, entre los que se incluían temáticas como las siguientes:
- Notoriedad de las marcas comerciales
- Cuidado personal y consumo de jabón en Alemania
- Estructura del consumo de bebidas en Alemania
- Pacientes y productos farmacéuticos
- Evaluación por parte de los motoristas de los mapas de carreteras de las empresas de combustibles

Tras la guerra, las fuerzas de ocupación estadounidenses investigaron las actividades de GfK entre los años 1934 y 1945. Tras dicha investigación, se otorgó a GfK una licencia para continuar con sus actividades en 1947.
En los años 50, GfK inauguró su primer panel propio y comenzó su expansión internacional. Tras ello, GfK lanzó un panel para retailers en los años 70 en el que se realizaba el seguimiento de los datos de consumo en las categorías de productos tecnológicos y bienes perecederos. Desde 1984 en adelante, GfK mide las cifras de audiencia de televisión.  
En 1984, las actividades comerciales se derivaron a GfK GmbH, que cambió el nombre por el de GfK AG el 23 de enero de 1990.[10] En ese momento, la “Asociación GfK" se limitaba a promover la investigación de ventas y mercados. 
Inmersa en el proceso de transformación digital, GfK contrató a los expertos líderes mundiales en inteligencia artificial (IA), diseño y producto, comenzando en 2017 el desarrollo de sus productos digitales y de análisis. En 2020, GfK lanzó su plataforma de IA, gfknewron, en la que los clientes pueden acceder a insights y datos relevantes en tiempo real y recibir recomendaciones certeras para mejorar la toma de decisiones.

## Organización
Administración
El equipo de administración de GfK SE consta de seis personas (a fecha de: 1 de febrero de 2021):
- Fran Howard, dirección ejecutiva (CEO)
- Sean O’Neill, dirección de compras (CPO)
- Lars Nordmark, dirección financiera (CFO)
- Jutta Suchanek, dirección de recursos humanos (CHRDO)
- Joshua Hubbert, dirección de operaciones (COO)
- Benjamin Jones, dirección de tecnología (CTO)

## Dirección estratégica
Además de recopilar y procesar datos sobre el comportamiento de los consumidores, la línea de negocio principal de GfK también incluye asesorar a empresas sobre el uso de aplicaciones tecnológicas. 
GfK presta servicio a los siguientes sectores en todo el mundo: productos tecnológicos y bienes de consumo perecederos, sector retail, bienes de consumo, automoción, servicios financieros, medios de comunicación y entretenimiento.
Recopila datos sobre más de 180 millones de referencias comerciales y encuesta a más de dos millones de personas en 15 países, siempre rigiéndose por las normas y directrices de la investigación en marketing y el sondeo de opiniones, así como las pautas de asociaciones de investigación social y de mercado (como las normas de ESOMAR), que contienen requisitos obligatorios. Al proporcionar insights en tiempo real sobre la actividad del mercado, GfK permite a sus clientes tomar decisiones empresariales clave en áreas como el marketing y las ventas.
Desde 2020, GfK ofrece a sus clientes una plataforma con tecnología de inteligencia artificial que utiliza datos relevantes para proporcionar previsiones y generar recomendaciones que ayuden a las empresas a en sus procesos de toma de decisiones.